# Kunzea pauciflora
Kunzea pauciflora är en myrtenväxtart som beskrevs av Johannes Conrad Schauer. Kunzea pauciflora ingår i släktet Kunzea och familjen myrtenväxter. Inga underarter finns listade i Catalogue of Life.